# Nicolas Noël
Pour les articles homonymes, voir Noël (homonymie).
 Nicolas Noël , né à Reims (Marne) le 27 mai 1746 et mort à Reims le 11 mai 1832, est un médecin français.

## Biographie
Fils de Nicolas Noel, notaire royal et de Marie Thérèse Vuarnet, fut baptisé en l'église st-Pierre. Il fut élève du Collège des bons enfants à Reims puis à vingt-quatre ans fit deux années d'apprentissage au-près de Caqué, chirurgien de la ville. Il suivit ensuite, à Paris, les enseignements de chirurgiens comme Vicq d'Azyr pendant trois années. En 1776 il fut nommé chirurgien major par Louis XVI, il prit la mer avec Tronson du Coudray qui était général d'artillerie dans l’armée de Washington ; traversée mouvementée pendant trois mois qui vit aussi la mort du général du Coudray. Arrivé à Philadelphie il fut intégré à l'armée continentale comme chirurgien-major. En janvier 1778 il y fut chirurgien-major du Boston qui convoyait Quincy Adams vers le royaume de France. Il vécut dans l’intimité de La Fayette. De retour aux Amériques M. de la Luzerne, ambassadeur de France, lui conseillait le poste de chirurgien major de l'armée américaine de terre et de mer.
De retour en France, il s'intéressait au Mesmerisme qu'il condamna, puis enthousiaste de la Révolution fut chirurgien en chef de l'Armée du Nord. Il fut ensuite Inspecteur de santé il est envoyé à l’Ouest, il dénonça à la Convention les conditions épouvantables de détention dans les prisons de Nantes ce qui lui valut d’être poursuivi par le sanguinaire Carrier. De retour à Reims, il fut nommé chirurgien-chef de l’Hôtel-Dieu où il succéda au docteur Caqué dont il devint le gendre. Le 10 Thermidor An XIII il devint docteur de la faculté de Paris.

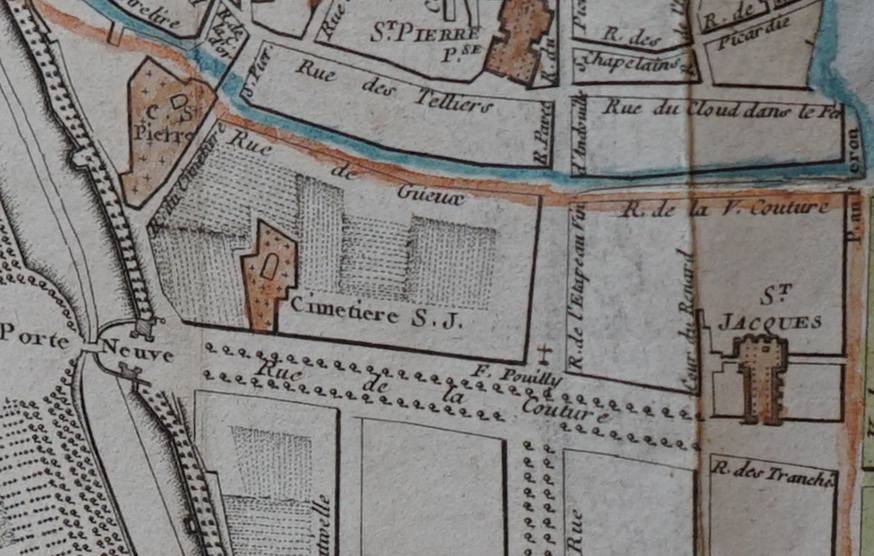
Le cimetière, en rouge en haut et à gauche, de l'église Saint-Pierre reconverti par Noël.

En 1799 il créa un jardin botanique, ouvert au public, entre les actuelles rues Noël, Talleyrand et boulevard Foch, sur l’emplacement de l’ancien cimetière de Saint-Pierre-le-Vieil. À la suite de la suppression de l’École de médecine par la Révolution, il y organisa des cours gratuits, ainsi qu’un service de santé avec visites médicales et soins à domicile.
Chirurgien-major de l’hôpital militaire en 1814, il y croise Le médecin Larrey qui le cite dans ses mémoires : « J’ai admiré le zèle et l’activité de monsieur Noël chirurgien-major de l’hôpital militaire où étaient les blessés étrangers ».
Il épousa à Reims en 1786 Jeanne Françoise Angélique Caqué et la même année fut reçu à la Société américaine de philosophie, ; il repose au Cimetière du Nord (Reims).
Une rue de Reims porte son nom et il fut décoré de l'ordre royal de la Légion d'honneur le 1er septembre 1828.